# Partutovice
Partutovice är en ort i Tjeckien.   Den ligger i regionen Olomouc, i den östra delen av landet, 240 km öster om huvudstaden Prag. Partutovice ligger 536 meter över havet och antalet invånare är 484.
Terrängen runt Partutovice är kuperad österut, men västerut är den platt. Runt Partutovice är det ganska tätbefolkat, med 207 invånare per kvadratkilometer. Närmaste större samhälle är Hranice, 9,4 km söder om Partutovice. Trakten runt Partutovice består till största delen av jordbruksmark.